# Вільям Карлос Вільямс
Вільям Карлос Вільямс (англ. William Carlos Williams, 17 вересня 1883, Резерфорд, Нью-Джерсі — 4 березня 1963, там само) — американський поет, прозаїк, драматург. Один з найвизначніших поетів США XX сторіччя.

## Біографія
Син іммігранта з Англії та уродженки Пуерто-Рико. Навчався в Женеві, Парижі (ліцей Кондорсе), Нью-Йорку. 1902 року вступив у медичну школу Пенсільванського університету, 1906 закінчив її. Мав дружні стосунки з Езрою Паундом, Гільдою Дулітл. На противагу до Езри Паунда, який в своїй поезії орієнтувався на європейські зразки, Вільям Карлос Вільямс у своєму есе «Американське зерно» (The American Grain, 1925) виступав за просту та водночас авангардистську поезію, яка б спиралася на розмовну мову та американське щоденне життя. У ранніх віршах Вільямса відчувається сильний вплив дадаїзму та сюрреалізму. 1923 року він написав свій, напевне, найвідоміший вірш «Це просто сказати» (This is Just to Say). З 1910 до 1951 Вільямс пропрацював лікарем-педіатром у рідному місті. Писав ввечері та вночі.
Разом з Езрою Паундом та Томасом Стернзом Еліотом входив до гуртка імажистів. Був близький до кіл нью-йоркського літературного й мистецького авангарду (Марсель Дюшан, Франсіс Пікабіа, Воллес Стівенс, Маріанна Мур, Міна Лой та ін). Під час поїздки до Європи 1924 року познайомився з Джеймсом Джойсом. Перекладав Філіпа Супо (1929). Дружба з Паундом пізніше обірвалася через протилежні думки в питанях мистецтва та через підтримку Паундом італійського фашизму. Проте це не заважало Вільямсові навідувати Паунда, коли той був інтернований в США.
1932 року під редагуванням Вільямса було опубліковано так звану об'єктивістську антологію, в якій були представлені поети мінімалістичної школи Вільямса. Поетичним шедевром Вільямса вважають п'ятитомне зібрання його поезій, присвячене місту Петерсон в штаті Нью-Джерсі (1946—1961). 1955 року він написав передмову до першої поетичної збірки тоді ще зовсім невідомого поета Аллена Гінзберга.
Загалом поезія Вільямса мала великий вплив на багатьох молодих поетів — покоління бітників, «школу Чорної гори», «нью-йоркську школу», багатьом з них він допоміг особисто. Так, наприклад, говорячи про поета-бітника Гарольда Норсе, Вільямс написав, що вважає його одним з найкращих ліриків свого покоління.
У своїх оповіданням Вільям Карлос Вільямс нерідко спирався на сюжети, які запозичив зі своєї багаторічної лікарської практики. Оповідання Вільямса переважно дуже короткі й виписані не менш майстерно й точно, ніж його вірші.
1950 року поезія Вільямса була відзначена премією «National Book Award», а 1963 року він одержав престижну Пуліцерівську премію.
Вільямс є також автором декількох п'єс, трьох романів, двох томів літературно-критичної есеїстики.
1948 року він переніс інфаркт, а 1949 року пережив ще кілька серцевих нападів. Лікувався від депресії у психіатричній клініці (1953).
Внаслідок третього інфаркту в жовтні 1955 року був частково спаралізований й не міг працювати, проте невдовзі навчився друкувати на машинці лівою рукою.
Помер в березні 1963 року від чергового інфаркту.

## Твори

### Поетичні збірки
- Poems (1909)
- The Tempers (1913)
- Al Que Quiere! (1917)
- Sour Grapes (1921)
- Spring and All (1923)
- Go Go (1923)
- The Cod Head (1932)
- Collected Poems, 1921—1931 (1934)
- An Early Martyr and Other Poems (1935)
- Adam & Eve & The City (1936)
- The Complete Collected Poems of William Carlos Williams, 1906—1938 (1938)
- The Broken Span (1941)
- The Wedge (1944)
- Paterson Book I (1946); Book II (1948); Book III (1949); Book IV (1951); Book V (1958)
- Clouds, Aigeltinger, Russia (1948)
- The Collected Later Poems (1950; rev. ed.1963)
- Collected Earlier Poems (1951; rev. ed., 1966)
- The Desert Music and Other Poems (1954)
- Journey to Love (1955)
- Pictures from Brueghel and Other Poems (1962)
- Paterson (Books I—V in one volume, (1963)

### Проза
- Kora in Hell: Improvisations (1920) — Prose-poem improvisations.
- The Great American Novel (1923) — A novel.
- Spring and All (1923) — A hybrid of prose and verse.
- In the American Grain (1925), 1967, repr. New Directions 2004 — Prose on historical figures and events.
- A Voyage to Pagany (1928) — An autobiographical travelogue in the form of a novel.
- Novelette and Other Prose (1932)
- The Knife of the Times, and Other Stories (1932)
- White Mule (1937) — A novel.
- Life along the Passaic River (1938) — Short stories.
- In the Money (1940) — Sequel to White Mule.
- Make Light of It: Collected Stories (1950)
- Autobiography (1951) W. W. Norton & Co. (1 February 1967)
- The Build-Up (1952) — Completes the «Stecher trilogy» begun with White Mule.
- Selected Essays (1954)
- The Selected Letters of William Carlos Williams (1957)
- I Wanted to Write a Poem: The Autobiography of the Works of a Poet (1958)
- Yes, Mrs. Williams: A Personal Record of My Mother (1959)
- The Farmers' Daughters: Collected Stories (1961)
- Imaginations (1970) — A collection of five previously published early works.
- The Embodiment of Knowledge (1974) — Philosophical and critical notes and essays.
- Interviews With William Carlos Williams: «Speaking Straight Ahead» (1976)
- A Recognizable Image: William Carlos Williams on Art and Artists (1978)
- William Carlos Williams: The Doctor Stories — compiled by Robert Coles" (1984)
- Pound/Williams: Selected Letters of Ezra Pound and William Carlos Williams (1996)
- The Collected Stories of William Carlos Williams (1996)
- The Letters of Denise Levertov and William Carlos Williams (1998)
- William Carlos Williams and Charles Tomlinson: A Transatlantic Connection (1998)
- The Humane Particulars: The Collected Letters of William Carlos Williams and Kenneth Burke (2004)

### Театр
- Many Loves and Other Plays: The Collected Plays of William Carlos Williams (1962)

## Українські переклади
Поезії Вільяма Карлоса Вільямса українською перекладали Ганна Скалевська, Ірина Карівець.
- Вільям Карлос Вільямс / Лабіринтами слів: Англомовна експериментальна поезія в українському перекладі / [Пер. з англ. / Уклад. Ганна Скалевська]. — К.: Альтерпрес, 2013
- Вільям Карлос Вільямс / Кора в Пеклі: Імпровізації.[8]
- Вільям Карлос Вільямс / Весна Й Все.[9]
- Вільям Карлос Вільямс / Патерсон. Книга 1.[10]
- Вільям Карлос Вільямс / Вибрані Вірші.[11]